# Hôrka
Hôrka (in ungherese Lándszásõtfalu, in tedesco Horke) è un comune della Slovacchia facente parte del distretto di Poprad, nella regione di Prešov.
Il villaggio fu menzionato per la prima volta nel 1347.